# Mercedes Rodríguez
Mercedes Rodríguez (Ponferrada, León, 19 de agosto de 1938). Presentadora de televisión de España.

## Trayectoria profesional
Desarrolló toda su labor en Televisión española, que la convirtió en uno de los rostros más populares de la pequeña pantalla durante los años 70 y principios de los 80.
Ingresó en TVE en septiembre de 1967 para hacer programas culturales, como Los libros. Un año después pasó al departamento de continuidad, función en la que se mantendría durante algunos años, dando avances de programación. También presentó el programa Revistero (1975-1976) y colaboró en el espacio La bolsa de los refranes (1977), con Joaquín Calvo Sotelo.
Su época de mayor popularidad coincidió con su paso por el programa Aplauso, de José Luis Uribarri, en el que compartió las labores de presentación con Silvia Tortosa y José Luis Fradejas entre 1979 y 1981.
Después fue elegida para sustituir a Marisa Abad en el concurso de detección de jóvenes talentos de la canción Gente Joven. Se mantuvo siete años en el programa, hasta su desaparición en 1987 y durante ese tiempo fueron muchos los artistas que salieron en la pantalla del programa, entre los cuales se pueden citar a unos entonces desconocidos Ana Torroja, Nacho Cano y José María Cano.
Fue su última aparición ante la pantalla. Tras esta experiencia prestó servicio en el departamento de promociones de TVE hasta su jubilación.
Tras retirarse fijó su residencia en la ciudad de Estepona (Málaga).
Su padre, Antonio Rodríguez Vicente, era cirujano y falleció en 1980.
Es madre de dos hijos, Rafael y Mercedes.